# Републикански път I-8
Републикански път I-8 е първокласен път от Републиканската пътна мрежа на България в направление запад – изток.
Преминава по територията на 5 области: Софийска, Област София, Пазарджишка, Пловдивска и Хасковска. Общата му дължина е 386,1 км, като е четвърти по дължина Републикански път в България след Републикански път I-6, Републикански път I-1 и Републикански път I-5. По цялото си протежение пътят съвпада с Европейски път Е80, а в участъка от Хасково до ГКПП Капитан Андреево - Капъкуле и с Европейски път Е85.

## Географско описание
Пътят започва от границата с Република Сърбия при ГКПП Калотина и се насочва на югоизток. Минава през село Калотина, заобикаля от североизток град Драгоман, навлиза в Софийската котловина, заобикаля от север и североизток градовете Сливница и Божурище и навлиза в Област София.
В рамките на град София, от кръстовището с бул. Сливница, където завива на север, в продължение на 35 км пътят съвпада със северната околовръстна дъга на София, като в целия си този участък се дублира с Републикански път II-18 - Софийски околовръстен път. Последователно минава северно от квартал „Требич“, южно от град Нови Искър, между селата Подгумер и Световрачене, северно и източно от селата Негован и Чепинци, където завива на юг и след като минава под Челопешко шосе (свързващо кварталите „Враждебна“ и Челопечене), където има частична детелина, достига до детелината с бул. Ботевградско шосе, откъдето се свързва с автомагистрала „Хемус“ (А2), както и в източна посока с Републикански път I-1 и Републикански път I-6. Оттук в продължение на 8,7 км Републикански път I-8 се дублира с продължението в южна посока на първокласните републикански пътища I-1 и I-6 и в района на местността „Църна маца“ достига до началната точка на автомагистрала „Тракия“ (А1), с която също е свързана с детелина. Оттук в продължение на 5,9 км пътят съвпада с автомагистрала "Тракия", след което се отделя и като минава под нея, продължава направо на изток навлизайки отново в Софийска област в посока към село Нови хан.
След като премине през село Нови хан, пътят навлиза в Ихтиманска Средна гора и след стръмно изкачване достига до село Вакарел. Оттук по долината на река Мътивир се спуска в Ихтиманската котловина, заобикаля от изток град Ихтиман, при село Мирово преодолява нисък вододел, навлиза в долината на река Марица и през град Момин проход достига до град Костенец.
След града пътят навлиза в Пазарджишка област, като следва долината на река Марица, постепенно завива на изток, минава през село Момина клисура, дсостига до град Белово и навлиза в най-западната част на Горнотракийската низина. След това пътят минава южно от град Септември, преодолява Чепинска река, минава през селата Лозен и Звъничево и достига до град Пазарджик. Тук пътят пресича река Марица, минава на левия бряг на реката и напуска Пазарджик като продължава в източна посока. Минава южно от село Мало Конаре и северно от село Говедаре напуска Пазарджишка област и навлиза в Пловдивска област.
Тук Републикански път I-8 минава южно от селата Цалапица и Костиево, навлиза в град Пловдив, като го пресича от запад на изток по булевард „България“, завива на юг, отново минава на десния бряг на река Марица, завива на изток и по булевард „Цариградско шосе“ напуска града. След града пътят пресича Чепеларска река при местността „Кемера“, минава северно от град Садово, през центъра на село Поповица, квартал „Дебър“ на град Първомай и село Бяла река и навлиза в Хасковска област.
В Хасковска област пътят последователно минава през селата Върбица, Горски извор и Клокотница, напуска Горнотракийската низина и навлиза в Хасковската хълмиста област. След като мине северно от град Хасково и село Подкрепа при село Стойково достига долината на Харманлийска река и продължава на изток по северния край на долината до разклона за село Брягово. След това за кратко пътят се насочва на север, преодолява нисък вододел и северно от град Харманли отново се завръща в долината на река Марица. След като премине през центъра на Харманли пътят следва десния бряг на реката, минава през град Любимец и достига до град Свиленград. Тук пътят за пореден път пресича река Марица и по левият ѝ бряг преминава през центъра на Свиленград и селата Генералово и Капитан Андреево, достига до ГКПП Капитан Андреево - Капъкуле и навлиза в Република Турция.
Общо в системата на Републикански път I-8 има 1+67 броя пътища от Републиканската пътна мрежа, от които: 5 броя пътища 2-ри клас; 26 броя пътища 3-ти клас с трицифрени номера и 36 броя пътища 3-ти клас с четирицифрени номера. Директно от Републикански път I-8 вляво и вдясно се отклоняват 5 второкласни и 16 третокласни пътища:
Второкласни пътища
- при 52,6 km, северозападно от София — наляво Републикански път II-81 (149,5 km) до град Лом;
- при 144,8 km, в центъра на град Костенец — надясно Републикански път II-82 (86,3 km) до град София;
- при 184,4 km, в центъра на село Звъничево — надясно Републикански път II-84 (104,8 km) до 36,6 km на Републикански път II-19 южно от град Разлог;
- при 220,8 km, западно от град Пловдив — надясно Републикански път II-86 (147,5 km) до ГКПП Елидже (в проект);
- при 366,8 km, в квартал „Ново село“ на град Свиленград — надясно Републикански път II-80 (3,5 km) до ГКПП Капитан Петко войвода - Орменион.

Третокласни пътища (с трицифрени номера)
- при 48,6 km, северозападно от ж.к. "Люлин" — надясно Републикански път III-802 (27,2 km) до град Перник;
- при 110,2 km, в село Вакарел — наляво Републикански път III-801 (63,3 km) до град Стрелча;
- при 132,6 km, северно от село Мирово — наляво Републикански път III-803 (54,7 km) до 126,8 km на Републикански път II-37, северно от град Пазарджик;
- при 220,8 km, западно от град Пловдив — наляво Републикански път III-805 (19,6 km) до град Съединение;
- при 252,5 km, в село Поповица — надясно Републикански път III-804 (21,7 km) до град Асеновград;
- при 278,5 km, в село Върбица — наляво Републикански път III-807 (11,8 km) до 4,7 km на Републикански път III-663 (мостът над река Марица северно от село Скобелево е затворен за движение към месец май 2014 г.);
- при 305,9 km, източно от град Хасково — надясно Републикански път III-806 (24,1 km) до село Минерални бани;
- при 332,3 km, в град Харманли — надясно Републикански път III-808 (44,3 km) до село Силен;
- при 352,8 km, в град Любимец — наляво Републикански път III-809 (22,3 km) до пътен възел „Голямата звезда“.

Третокласни пътища (с четирицифрени номера)
- при 2,5 km, в село Калотина — наляво Републикански път III-8001 (11,5 km) през селата Беренде извор и Беренде до село Каленовци, при 19 km на Републикански път III-813;
- при 142,2 km, в град Момин проход — надясно Републикански път III-8002 (2,5 km) до град Костенец, при 18,5 km на Републикански път III-8222;
- при 199,3 km, южно от село Мало Конаре — наляво Републикански път III-8003 (37,2 km) през селата Мало Конаре, Пищигово и Черногорово, Овчеполци, Блатница, Смилец и Дюлево до 36,3 km на Републикански път III-606;
- при 199,3 km, южно от село Мало Конаре — надясно Републикански път III-8004 (12,7 km) през село Огняново до село Исперихово при 12,3 km на Републикански път III-375;
- при 210,3 km, южно от село Цалапица — наляво Републикански път III-8005 (11,7 km) през село Цалапица до град Съединение, при 11,4 km на Републикански път III-6062;
- при 243,5 km, в северната част на град Садово — надясно Републикански път III-8006 (14,7 km) през град Садово и селата Кочево и Моминско до град Асеновград, при 19 km на Републикански път III-804;
- при 304,5 km, източно от град Хасково — наляво Републикански път III-8007 (24,7 km) през селата Узунджово, Александрово и Константиново до град Симеоновград при 58,5 km на Републикански път III-554.

## Подробно описание
| Пътища, отклоняващи се надясно (населено място, № на пътя, посока на пътя)                                                             | Км    | Пътища, отклоняващи се наляво (посока на пътя, № на пътя, населено място)                           |
| --- | ----- | --------------------------------------------------------------------------------------------------- |
| Община Драгоман, Софийска област, ГКПП Калотина                                                                                        | 0     | ГКПП Калотина, Софийска област, Община Драгоман                                                     |
| (за с. Ново бърдо) общински път, с. Калотина ←                                                                                         | 2,5   | → с. Калотина, 0 km, III-8001 (до с. Каленовци)                                                     |
| (за с. Драгоил) общински път ← | 11    | → общински път, (за гр. Драгоман)                                                                   |
| (до 45,4 km на II-63) III-813, 29,5 km, гр. Драгоман ←                                                                                 | 12,8  | ← гр. Драгоман, 29,5 km, III-813 (от 31,7 km на II-81)                                              |
| Община Сливница | 16,8  | Община Сливница                                                                                     |
| гр. Сливница | 25    | гр. Сливница                                                                                        |
| (до 9,7 km на III-605) III-811, 10 km ←                                                                                                | 28,2  | ← 10 km, III-811 (от 18,8 km на II-81)                                                              |
| Община Божурище | 29,8  | Община Божурище                                                                                     |
| (за с. Храбърско) общински път ← | 32,5  | → общински път, (за с. Петърч)                                                                      |
| (за с. Хераково) общински път ← | 33,5  | |
| (за с. Хераково) общински път ← | 35,4  | |
| (за с. Пролеша) общински път ← | 39,3  | → общински път, (за гр. Костинброд)                                                                 |
| (за гр. Божурище) общински път ← | 41,1  | |
| Област София | 43,6  | Област София                                                                                        |
| (от 19 km на II-63) III-638, 45,8 km →                                                                                                 | 46,8  | |
| (до гр. Перник) III-802, 0 km, гр. София ←                                                                                             | 48,6  | гр. София                                                                                           |
| (от 273,7 km на I-1) II-18, 9,5 km, гр. София → бул. „Сливница“, гр. София →                                                           | 49,5  | гр. София                                                                                           |
| бул. „Ломско шосе“ | 52,6  | → 0,0 km, II-81 (до гр. Лом)                                                                        |
| (за кв. „Обеля“) | 53,4  | → общински път (за с. Мрамор)                                                                       |
| (за кв. „Требич“) ул. „Латин Борисов Колев“ ←                                                                                          | 57    | → ул. „Мировско шосе“ (за с. Мировяне)                                                              |
| | 58,2  | ← гр. Нови Искър, 88 km, II-16 (от с. Ребърково)                                                    |
| (за с. Кубратово) общински път, гр. Нови Искър ←                                                                                       | 60,7  | гр. Нови Искър                                                                                      |
| | 64    | → общински път (за кв. "Гниляне", на гр. Нови Искър)                                                |
| (за с. Световрачене) ул. „Синчец“ ← | 64,8  | → общински път (за с. Подгумер)                                                                     |
| (за с. Световрачене) ул. „Войнешки път“ ←                                                                                              | 65,9  | → общински път (за с. Войнеговци)                                                                   |
| (за с. Чепинци) ул. „Стара планина“ ←                                                                                                  | 69,5  | → общински път (за с. Локорско)                                                                     |
| ул. „Челопешко шосе“ | 74,9  | → общински път (за кв. Челопечене)                                                                  |
| бул. „Ботевградско шосе“ | 75,8  | → 0 km, автомагистрала „Хемус“ ← 245,4 km, I-1 (от Видин - Калафат) → 131,9 km, I-6 (до гр. Бургас) |
| | 79,6  | → общински път (за с. Кривина)                                                                      |
| (за с. Бусманци) общински път ← | 82,1  | → общински път (за с. Казичене)                                                                     |
| бул. „Цариградско шосе“ (до ГКПП Кулата - Промахон) I-1 254,1 km ← (от ГКПП Гюешево) I-6 123,2 km → (до кв. „Княжево“) II-18 44,5 km ← | 84,5  | → 0 km, автомагистрала „Тракия“                                                                     |
| (за с. Лозен) общински път ← | 88,9  | → общински път (за с. Равно поле)                                                                   |
| автомагистрала „Тракия“ 5,9 km ← | 90,4  | |
| Община Елин Пелин, Софийска област | 94,1  | Софийска област, Община Елин Пелин                                                                  |
| (за автомагистрала „Тракия“) общински път, с. Нови хан ←                                                                               | 96,6  | ← с. Нови хан, 17,4 km, III-105 (от с. Елешница)                                                    |
| (за с. Габра) общински път ← | 101,5 | |
| (за с. Крушовица) общински път ← | 103,5 | |
| Община Ихтиман | 104,2 | Община Ихтиман                                                                                      |
| (за 23,4 km на автомагистрала „Тракия“) общински път ←                                                                                 | 109,2 | → общински път (за с. Селянин)                                                                      |
| (за с. Костадинкино) общински път, с. Вакарел ←                                                                                        | 110,2 | → с. Вакарел, 0 km, III-801 (до гр. Стрелча)                                                        |
| (за с. Пауново) общински път, с. Вакарел ←                                                                                             | 111,1 | с. Вакарел                                                                                          |
| | 117,2 | → общински път (за с. Ръжана)                                                                       |
| (от с. Живково) III-8223, 7,4 km → | 119,2 | |
| | 120,7 | → общински път (за 34,4 km на автомагистрала „Тракия“)                                              |
| (от гр. Самоков) III-822, 37,3 km, гр. Ихтиман →                                                                                       | 125,3 | гр. Ихтиман                                                                                         |
| гр. Ихтиман | 127,6 | → гр. Ихтиман, общински път (за с. Белица)                                                          |
| (за с. Стамболово) общински път, гр. Ихтиман ←                                                                                         | 128,4 | гр. Ихтиман                                                                                         |
| | 132,6 | → 0 km, III-803 (до 126,8 km на II-37)                                                              |
| с. Мирово | 135,4 | с. Мирово                                                                                           |
| Община Костенец | 136,1 | Община Костенец                                                                                     |
| | 137,1 | → общински път (за гр. Ветрен)                                                                      |
| (до гр. Костенец) III-8002, 0 km, гр. Момин проход ←                                                                                   | 142,2 | гр. Момин проход                                                                                    |
| (до гр. София) II-82, 0 km, гр. Костенец ←                                                                                             | 144,8 | → гр. Костенец, общински път (за с. Голак)                                                          |
| Община Белово, Област Пазарджик | 148,7 | Област Пазарджик, Община Белово                                                                     |
| (за с. Габровица) общински път ← | 152,8 | |
| (за с. Сестримо) общински път ← | 156,3 | |
| с. Момина клисура | 160   | с. Момина клисура                                                                                   |
| гр. Белово | 163,6 | → гр. Белово, общински път (за с. Дъбравите)                                                        |
| (от с. Юндола) III-842, 26 km, гр. Белово →                                                                                            | 164,6 | гр. Белово                                                                                          |
| гр. Белово | 165,2 | → гр. Белово, общински път (за с. Мененкьово)                                                       |
| Община Септември (от с. Варвара) III-8404, 7,8 km →                                                                                    | 171,2 | Община Септември                                                                                    |
| (за с. Семчиново) общински път ← | 173,6 | |
| (от с. Варвара) III-8402, 4,5 km → (за с. Симеоновец) общински път ←                                                                   | 175,4 | → 4,5 km, III-8402 (до 24,7 km на III-803) .                                                        |
| (за 6,6 km на II-84) общински път, с. Лозен ←                                                                                          | 179,2 | → с. Лозен, общински път (за с. Ковачево)                                                           |
| Община Пазарджик | 183,3 | Община Пазарджик                                                                                    |
| | 184,2 | → общински път (за с. Ковачево)                                                                     |
| (до 36,6 km на II-19) II-84, 0 km, с. Звъничево ←                                                                                      | 184,4 | с. Звъничево                                                                                        |
| (за с. Мокрище) общински път ← | 188,3 | |
| (до с. Барутин) II-37, 131,5 km, гр. Пазарджик ←                                                                                       | 190,3 | ← гр. Пазарджик, 131,5 km, II-37 (от с. Джурово)                                                    |
| (за селата Мирянци и Огняново) общински път, гр. Пазарджик ←                                                                           | 192,5 | гр. Пазарджик                                                                                       |
| (до с. Исперихово) III-8004, 0 km ← | 199,3 | → 0 km, III-8003 (до 36,3 km на III-606)                                                            |
| (за с. Говедаре) общински път ← | 205,2 | |
| Община Родопи, Област Пловдив | 208,9 | Област Пловдив, Община Родопи                                                                       |
| (от кв. „Устово“ на гр. Смолян) III-866, 126 km →                                                                                      | 210,3 | → 0 km, III-8005 (до гр. Съединение)                                                                |
| | 212,6 | → общински път (за с. Цалапица)                                                                     |
| Община Марица | 215,4 | Община Марица                                                                                       |
| | 216,9 | → общински път (за с. Костиево)                                                                     |
| (до ГКПП Елидже) II-86, 0 km ← | 220,8 | → 0 km, III-805 (до гр. Съединение)                                                                 |
| Община Пловдив | 221,9 | Община Пловдив                                                                                      |
| (от гр. Пещера) III-375, 40,6 km, гр. Пловдив →                                                                                        | 216,9 | → гр. Пловдив, общински път (за 120 km на автомагистрала „Тракия“)                                  |
| гр. Пловдив | 226,9 | ← гр. Пловдив, 54,5 km, II-64 (от гр. Карлово)                                                      |
| гр. Пловдив | 228,2 | ← гр. Пловдив, 100,1 km, II-56 (от гр. Шипка)                                                       |
| Община Родопи, (за с. Ягодово) общински път ←                                                                                          | 232,9 | → общински път (за 94,9 km на II-56), Община Родопи                                                 |
| Община Садово | 238,7 | Община Садово                                                                                       |
| (до гр. Асеновград) III-8006, 0 km, гр. Садово ←                                                                                       | 243,5 | гр. Садово                                                                                          |
| (за с. Чешнегирово) общински път ← | 246,1 | |
| (до гр. Асеновград) III-804, 0 km, с. Поповица ← (за с. Ахматово) общински път, с. Поповица ←                                          | 252,5 | с. Поповица                                                                                         |
| с. Поповица | 253,1 | ← с. Поповица, 127,6 km, II-66 (от 400,7 km на I-6)                                                 |
| Община Първомай | 257,6 | Община Първомай                                                                                     |
| (за с. Татарево) общински път ← | 259,6 | → общински път (за с. Виница)                                                                       |
| (за с. Татарево) общински път, гр. Първомай, кв. „Дебър“ ←                                                                             | 265,3 | кв. „Дебър“, гр. Първомай                                                                           |
| (до гр. Асеновград) III-667, 12,6 km, гр. Първомай, кв. „Дебър“ ←                                                                      | 265,9 | ← кв. „Дебър“, гр. Първомай, 12,6 km, III-667 (от с. Плодовитово)                                   |
| (за с. Брягово) общински път ← | 266,7 | |
| (за с. Православен) общински път, с. Бяла река ← (за с. Езерово) общински път, с. Бяла река ←                                          | 272,1 | → с. Бяла река, общински път (за гр. Първомай) .                                                    |
| Община Димитровград, Област Хасково | 275,5 | Област Хасково, Община Димитровград                                                                 |
| с. Върбица | 278,5 | → с. Върбица, 0 km, III-807 (до 4,7 km на III-663)                                                  |
| (за с. Бодрово) общински път, с. Върбица ←                                                                                             | 279   | с. Върбица                                                                                          |
| (до 319,7 km на I-5) III-506, 13,7 km, с. Горски извор ←                                                                               | 286,1 | ← с. Горски извор, 13,7 km, III-506 (от 278,8 km на I-5)                                            |
| (за с. Гарваново) общински път, с. Горски извор ←                                                                                      | 287,7 | → с. Горски извор, общински път (за с. Ябълково)                                                    |
| Община Хасково | 292,3 | Община Хасково                                                                                      |
| с. Клокотница | 293,3 | → с. Клокотница, общински път (за с. Каснаково)                                                     |
| (за гр. Хасково) общински път ← | 297,5 | |
| (за гр. Хасково) общински път ← | 299,7 | ← 287,6 km, I-5 (от гр. Русе)                                                                       |
| (до ГКПП Маказа - Нимфея) I-5, 292,4 km ←                                                                                              | 304,5 | → 0 km, III-8007 (до гр. Симеоновград)                                                              |
| (до с. Минерални бани) III-806, 0 km ← (за с. Стамболийски) общински път ←                                                             | 305,9 | |
| с. Подкрепа | 311,8 | с. Подкрепа                                                                                         |
| (за с. Динево) общински път ← | 313,4 | |
| (за с. Любеново) общински път, с. Стойково ←                                                                                           | 315,8 | |
| (за с. Родопи) общински път ← | 319,3 | |
| (за с. Брягово) общински път ← | 321,4 | |
| Община Харманли | 324,6 | Община Харманли                                                                                     |
| | 324,9 | → общински път (за с. Поляново)                                                                     |
| гр. Харманли | 331,4 | ← гр. Харманли, 70,7 km, III-554 (от гр. Нова Загора)                                               |
| (до с. Силен) III-808, 0 km, гр. Харманли ←                                                                                            | 332,3 | гр. Харманли                                                                                        |
| гр. Харманли | 336,1 | ← гр. Харманли, 67,2 km, II-76 (от 306,4 km на I-7)                                                 |
| (за с. Бисер) общински път ← | 345   | |
| Община Любимец | 347,9 | Община Любимец                                                                                      |
| гр. Любимец | 352,8 | → гр. Любимец, 0 km, III-809 (до п.в. „Голямата звезда“)                                            |
| (от 85,3 km на II-59) III-597, 58,4 km, гр. Любимец →                                                                                  | 353,4 | гр. Любимец                                                                                         |
| Община Свиленград | 361   | Община Свиленград                                                                                   |
| (от 301,3 km на I-5) III-505, 63,8 km →                                                                                                | 363,4 | |
| гр. Свиленград, кв. „Ново село“ (до ГКПП Капитан Петко войвода - Орменион) II-80, 0 km ←                                               | 366,8 | кв. „Ново село“, гр. Свиленград → общински път (за 99 km автомагистрала „Марица“)                   |
| гр. Свиленград | 370,7 | ← гр. Свиленград, 190 km, II-55 (от 110 km на I-5) → гр. Свиленград, 0 km, III-5509 (до с. Варник)  |
| | 377,8 | → общински път (за с. Чернодъб)                                                                     |
| (за с. Генералово) общински път ← | 378,8 | |
| с. Капитан Андреево | 382,7 | с. Капитан Андреево                                                                                 |
| ГКПП Капитан Андреево - Капъкуле | 386,1 | ГКПП Капитан Андреево - Капъкуле                                                                    |

Забележки
1. ↑  В продължение на 35 км (от km 49,5 до km 84,5) Републикански път I-8 се дублира с Републикански път II-18 (Околовръстен път на София, от km 9,5 до km 44,5)
2. ↑  В продължение на 8,7 км (от km 75,8 до km 84,5) Републикански път I-8 се дублира с Републикански път I-1 (от km 245,4 до km 254,1)
3. ↑  В продължение на 8,7 км (от km 75,8 до km 84,5) Републикански път I-8 се дублира с Републикански път I-6 (от km 131,9 до km 123,2)
4. ↑  В продължение на 5,9 км (от km 84,5 до km 90,4) Републикански път I-8 се дублира с автомагистрала „Тракия“ (от km 0 до km 5,9)
5. ↑  В продължение на 4,8 км (от km 299,7 до km 304,5) Републикански път I-8 се дублира с Републикански път I-5 (от km 287,6 до km 292,4)